# Isachne kinabaluensis
Isachne kinabaluensis là một loài thực vật có hoa trong họ Hòa thảo. Loài này được Merr. mô tả khoa học đầu tiên năm 1917.